# Steel Dragon 2000

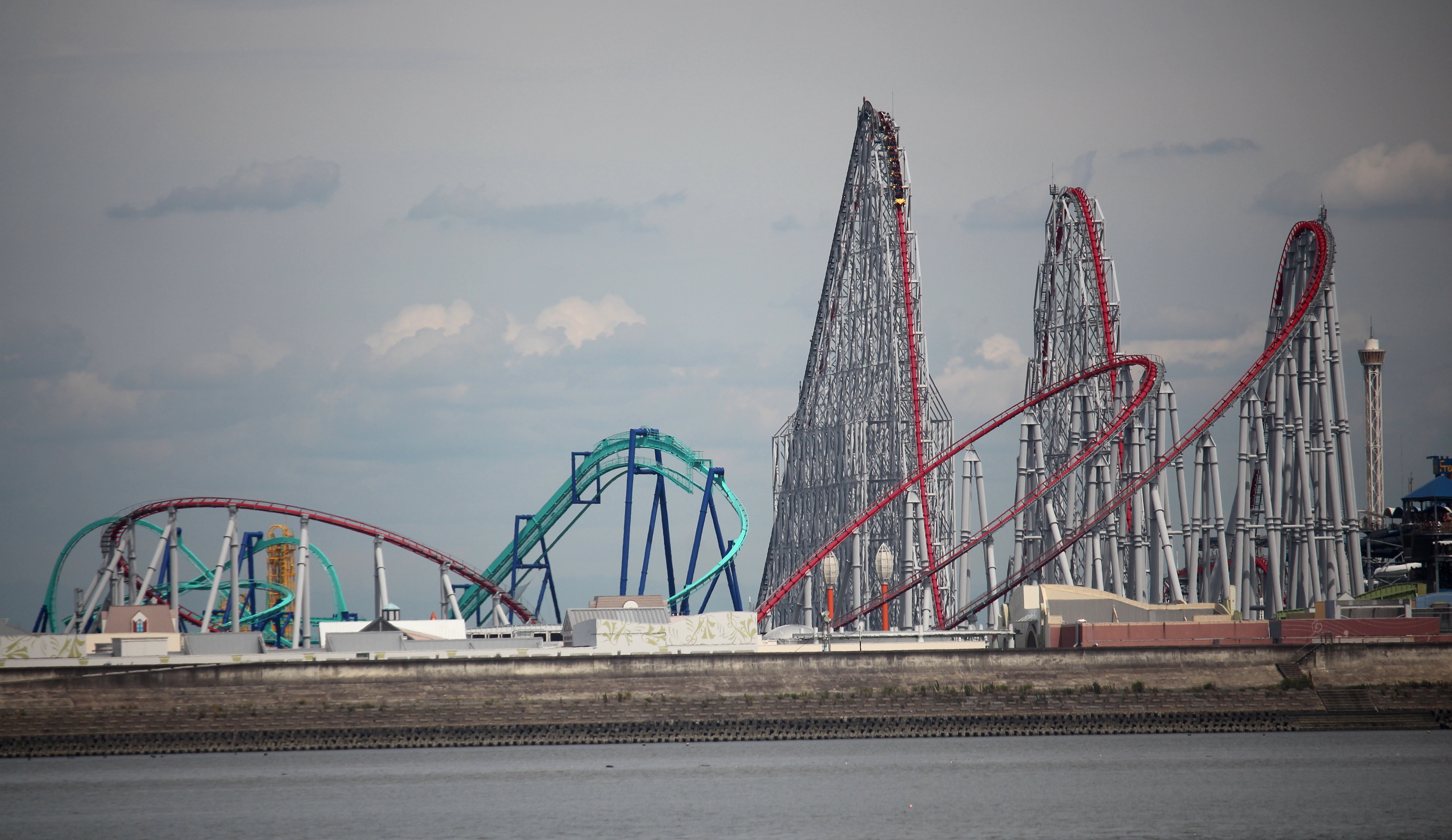
Steel Dragon 2000 à droite.

Steel Dragon 2000 sont des giga montagnes russes du parc Nagashima Spa Land, localisées à Nagashima, dans la préfecture de Mie, au Japon. Avec ses 2 479 m, c'est le plus long parcours de montagnes russes au monde depuis son ouverture en 2000.

## Le circuit
Steel Dragon 2000 se compose d'une montée haute de 96 mètres. Une descente très raide à 30° se présente par la suite. Par la force de la vitesse exercée, le train remonte aussitôt à une hauteur d'environ 80 mètres, puis redescendra. Le train prendra par la suite une force g verticale sur environ 200°. Des montées et des descentes dans un tunnel exploitant la gravité fait sa présence pour se stopper net des 150 km/h. Il existe deux types de trains : un rouge et un orange. Il y a 6 wagons sur chaque train. Il y a deux rangées de deux places sur chaque wagon, soit un total de 24 places.

## Faits
Steel Dragon 2000 étaient les plus hautes montagnes russes au monde à utiliser un traditionnel lift à chaîne avant la construction des nouvelles montagnes russes Fury 325. À cause de la longueur du lift, deux chaînes sont utilisées : une du bas jusqu'au milieu, l'autre du milieu jusqu'au sommet. Une seule chaîne aurait été trop longue et trop lourde. Au moins deux fois le poids d'un des trains. Grâce à cela, deux trains peuvent de manière sure être sur le lift simultanément.
La construction de Steel Dragon 2000 a demandé beaucoup plus d'acier que les autres montagnes russes pour pouvoir résister aux tremblements de terre. C'est pour cela que le coût de ce parcours de montagnes russes est d'environ 50 000 000 de dollars.
Le 23 août 2003, Steel Dragon 2000 a été victime d'un accident durant un tour dans lequel un des trains a perdu une roue. L'attraction n'a pas fonctionné durant les saisons 2004 et 2005. Elle a rouvert le 3 septembre 2006.

## Records et classements
- Plus long parcours de montagnes russes au monde
- 5e parcours de montagnes russes le plus haut au monde
- Parcours de montagnes russes le plus haut d'Asie
- 6e parcours de montagnes russes le plus rapide au monde
- 3e parcours de montagnes russes le plus rapide d'Asie